# Бластоциста

Будова бластоцисти

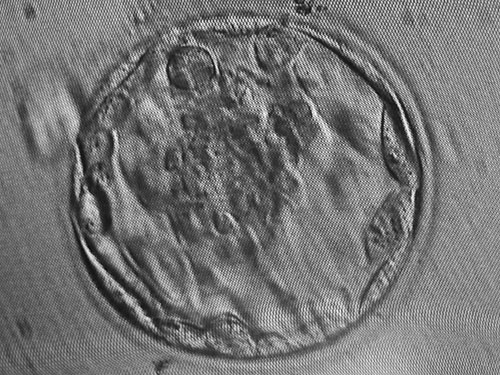
Бластоциста людини на 5-ий день розвитку

Бластоциста  (від дав.-гр. βλάστη (blaste) — зачаток і дав.-гр. κύστις (kystis) — бульбашка) — стадія розвитку зародка плацентарних ссавців, що наступає після морули та передує стадії ембріонального диску. Бластоциста — це заповнена рідиною сфера, утворена одним шаром плоских клітин трофобласту — трофоектодермою, всередині якої на одному боці розташований згусток із 20—30 круглих клітин ембріобласту, який ще називають внутрішньою клітинною масою.
Під час ембріонального розвитку людини бластоциста формується на 3—4 день, ще до імплантації зародка, вона оточена zona pellucida, що запобігає приєднанню до стінки яйцеводів, поки бластоциста не досягне матки. Коли зародок опиняється у матці, у zona pellucida лізується невеликий отвір, через який виходить бластоциста готова до імплантації. Клітини трофобласту виділяють протеолітичні ферменти, що діють на тканину ендометрію і забезпечують занурення в неї бластоцисти. Трофобласт також бере участь у формуванні плаценти. Його клітини секретують та експонують на своїй поверхні ряд імуносупресивних факторів, необхідних для захисту ембріона від атаки материнськими клітинами. Внутрішня клітинна маса перетворюється в ембріональний диск, з якого формується тіло зародка та зародкові оболонки (амніон, алантоїс, жовтковий мішок), окрім хоріону.